# Neelam Sanjiva Reddy
Neelam Sanjiva Reddy ( pronunciationⓘ ; 19 de mayo de 1913 - 1 de junio de 1996) fue un político indio que se desempeñó como sexto presidente de la India, de 1977 a 1982. Comenzó una larga carrera política con el Partido del Congreso Nacional Indio en el movimiento independentista y ocupó varios cargos clave en la India independiente : como viceministro principal del estado de Andhra y primer ministro principal de Andhra Pradesh, dos veces presidente de la el Lok Sabha y un ministro de la Unión, antes de convertirse en presidente de la India.

## Biografía
Reddy nació en una familia hindú de habla telugu en la aldea de Illur, Presidencia de Madrás (actual distrito de Anantapur, Andhra Pradesh ) el 19 de mayo de 1913.    Estudió en la Escuela Secundaria Teosófica de Adayar en Madrás y luego se matriculó en la Government Arts College de Anantapur, una filial de la Universidad de Madrás, como estudiante universitario .  En 1958, la Universidad Sri Venkateswara de Tirupati le otorgó el título de doctor honoris causa en Derecho por su papel en su fundación.  
Reddy estaba casado con Neelam Nagaratnamma, hermana del político T. Nagi Reddy . La pareja tuvo un hijo y tres hijas. 
Elegido miembro de la Asamblea Legislativa de Madrás en 1946 como representante del Congreso, Reddy se convirtió en secretario del partido legislativo del Congreso.  También fue miembro de la Asamblea Constituyente de la India de Madrás.   De abril de 1949 a abril de 1951 fue Ministro de Prohibición, Vivienda y Bosques del estado de Madrás .  Reddy perdió las elecciones de 1951 a la Asamblea Legislativa de Madrás ante la líder comunista Tarimela Nagi Reddy, su cuñado. 
Reddy fue sucedido como presidente por Giani Zail Singh, quien prestó juramento el 25 de julio de 1982.   En su discurso de despedida a la nación, Reddy criticó el fracaso de los sucesivos gobiernos a la hora de mejorar las vidas de las masas indias y pidió el surgimiento de una fuerte oposición política para evitar el mal gobierno gubernamental.   Después de su mandato presidencial, el entonces Ministro Principal de Karnataka, Ramakrishna Hegde, invitó a Reddy a establecerse en Bangalore, pero él decidió retirarse a su granja en Anantapur.   Murió de neumonía en Bangalore en 1996 a la edad de 83 años.  Su samadhi está en el cementerio de Kalpally, Bangalore.   El Parlamento lamentó la muerte de Reddy el 11 de junio de 1996 y los miembros de todos los partidos le rindieron homenaje y recordaron sus contribuciones a la nación y a la Cámara. 